# NGC 1934
NGC 1934 (другое обозначение — ESO 56-SC109) — рассеянное звёздное скопление, связанное с эмиссионной туманностью в созвездии Золотая Рыба. Принадлежит Большому Магеллановому Облаку и является частью обширного комплекса N44.
Этот объект входит в число перечисленных в оригинальной редакции «Нового общего каталога».